# Boudeville
Boudeville – miejscowość i gmina we Francji, w regionie Normandia, w departamencie Sekwana Nadmorska.
Według danych na rok 1990 gminę zamieszkiwało 171 osób, a gęstość zaludnienia wynosiła 37 osób/km² (wśród 1421 gmin Górnej Normandii Boudeville plasuje się na 730. miejscu pod względem liczby ludności, natomiast pod względem powierzchni na miejscu 717.).